# 黃氏娥
黃氏娥（1903年—1970年），越南第一位女性理學博士。

## 生平
黃氏娥出生於1903年，是河東省懷德府慈廉縣東鄂社（今河內市北慈廉郡）人。
黃氏娥一開始就讀於行𪔠坊的女子學校，後進入行𦃿坊的師範女校（École Normale des Institutrices annamites）。畢業於師範女校後，黃曾在北寧省的塔梂短暫擔任教職。隨後黃進入師範高等學校（École Supérieure de Pédagogie）學習，並取得了第一部分秀才文憑，前往法國後又獲得了第二部分秀才文憑，然後進入巴黎科學院（Faculté de Sciences）學習。1931年獲得理學學士學位後，黃繼續攻讀博士學位，並於1935年3月19日進行了博士論文答辯。
黃氏娥的論文題目爲《有機物的光電性質》（«Propriétés photovoltaïques des substances organiques»）。1935年7月1日《科學》雜誌第97期刊登的文章《實乃南國婦女之光榮：黃氏娥小姐剛剛考取物理理學博士》一文中稱：“（答辯）委員會在聽取了她（指黃氏娥）的論文後，一致讚揚了她，並授予她優等博士學位。”她是第一位獲得了“西學”博士學位的越南女性，在此之前，阮孟祥曾在法国考取文學和法學兩個博士學位。
黃氏娥後來生活在法國。關於她在法國的生活世人知之甚少，在家譜中的記載也不多（可能因爲她是女性），只知道她沒有結婚，於1970年去世。
最初她安葬在尼斯，2000年9月13日移葬上塞納省安東尼沙特內路的安東尼公墓中，埋葬在黃氏娥的弟弟黃基瑞的家族墓地中。

## 家庭
黃氏娥的父親黃勳忠，成泰十五年（1903年）參加河南場鄉試，考中舉人，1906年畢業於候補學校，原法國殖民時期越南北部的巡撫、總督和開智進德會會長。黃勳忠有18個子女，其中許多人都是知識分子。
黃氏娥的兄弟姐妹們包括：黃基毅（物理學學士）、黃基平（牙醫，1967年參與越南共和國總統選舉）、黃基明（原越南共和國海軍將領，在越南共和國滅亡後繼續進行武裝抵抗）、黃基瑞（律師，《越史考論》作者，原越南共和國駐寮國大使）等。